# Amazzone ferita (von Stuck)
L'Amazzone ferita (in tedesco Verwundete Amazone) è un quadro dipinto intorno al 1904-1905 dal pittore tedesco Franz von Stuck. Dal 2002 l'opera si trova al museo Busch-Reisinger di Cambridge, nel Massachusetts, negli Stati Uniti d'America. Ne esistono altre due versioni, una delle quali si trova al museo Van Gogh di Amsterdam, nei Paesi Bassi.

## Descrizione
Questo dipinto a olio su tela è una scena mitologica che ritrae un'amazzone che è stata ferita al seno destro e che si ripara dietro uno scudo nel corso di una battaglia contro dei centauri. La guerriera viene raffigurata in ginocchio, mentre si porta la mano destra sul petto sanguinante, con indosso soltanto l'elmo, le schiniere e i calzari. Il corpo della bellatrice occupa la maggior parte della tela, ma ai lati si riescono a vedere delle amazzoni armate di lancia in alto a sinistra, un arciere centauro in alto a destra e il corpo senza vita di un'amazzone in basso a destra.
È probabile che la posa della figura si basi su degli studi fotografici di una modella in posa. Sul tema delle Amazzoni, Franz von Stuck avrebbe realizzato anche un'Amazzone a cavallo della quale esistono varie versioni.